# Chrono Cross
 (septembre 2020).
- Si vous ne connaissez pas le sujet, laissez ce bandeau (vous pouvez alors contacter les auteurs).
- Si vous supprimez le contenu mis en cause (vous pouvez préalablement contacter les auteurs),

argumentez précisément cette suppression dans la page de discussion
(un manque de référence n'est pas un argument ; une recherche réelle de référence doit avoir été effectuée, être formellement documentée).
Chrono Cross (クロノ・クロス, Kurono Kurosu) est un jeu vidéo de rôle, développé par Square Co., Ltd. (aujourd'hui Square Enix Co., Ltd.), sorti sur PlayStation le 18 novembre 1999 au Japon et le 15 août 2000 en Amérique du Nord.
Une version remastérisée intitulée Chrono Cross: The Radical Dreamers Edition est sortie le 7 avril 2022 sur Microsoft Windows, Nintendo Switch, PlayStation 4 et Xbox One.

## Histoire
Le scénario du jeu, selon son scénariste, Masato Kato, bien que dans la même optique que celui de Chrono Trigger sorti en 1995 sur Super Nintendo, n'est pas la suite de celui-ci, mais y est parallèle. Il est centré sur la thématique des mondes parallèles et de l'uchronie. Un jeune homme, Serge, se retrouve dans une réalité différente de la sienne. La plus grande différence, c'est qu'il y est mort il y a dix ans. Il cherche alors à découvrir les causes de sa survie ainsi que celles de la divergence entre les deux réalités.

## Trame

### Univers
L’histoire de Chrono Cross se déroule à El Nido, un archipel d’îles paradisiaques situées dans la mer au Sud du Continent de Zénan. Cet archipel est composé de huit îles de tailles différentes : l’Île principale (qui comprend le Village d’Arni, Termina, la Plage d’Opassa, le Marais de l’Hydre, la Vallée des Fossiles, ou encore le Fort Dragonia) l’Île du Dragon Terrestre, l’Île du Dragon Marin, l’Île du Dragon Céleste, Guldove, Marbule, le Repaire de l’Ermite, le Cœur de Gaïa et l’Île des Damnés. Le jeu permet d’explorer deux mondes parallèles, à savoir le Monde Natal et l’Autre Monde. Chaque monde est une version différente d’El Nido, où les lieux et les personnages sont les mêmes, mais où de nombreux événements diffèrent, faisant ainsi que les situations de ces mondes sont assez éloignées l’une de l’autre. Certains lieux et personnages sont ainsi présents dans un monde, mais peuvent très bien avoir disparus ou même jamais existés dans un autre.
El Nido était jadis le berceau de la civilisation Dragonienne, un peuple ancien à la technologie très avancée, qui a mystérieusement disparu il y a 1000 ans. Des Dragoniens, il ne reste que des ruines, comme le Fort Dragonia, ou des artefacts, comme la Larme du Dragon. La légende raconte que les Dragoniens auraient été éliminé par un mal ancien, connu sous le nom de Flamme Gelée, qui aurait finalement été scellé dans la Mer d’Eden par les Six Dieux Dragons, des créatures divines vénérées par le peuple natif de l’archipel. Ce peuple comprend aussi bien des humains que des demi-humains, des animaux anthropomorphiques qui ont migré dans les îles à cause de la persécution des humains. Mais il y a 100 ans, El Nido a été découvert et colonisé par le Clan Vipère, une nation originaire du Continent de Zénan. À la suite de cette colonisation, les natifs ont été forcés de vivre dans des villages séparés, comme Guldove, ou de se mélanger aux colons. Les demi-humains, souffrant de racisme, ont été chassés puis réduits en esclavage, et les rares encore libres se sont retranchés sur l’île de Marbule. On trouve aussi des fées, qui vivent sur l’Île du Dragon Marin, ainsi que des nains, qui eux vivent dans le Marais de l’Hydre. Les habitants, en plus de vénérer les Six Dieux Dragons, vouent également un culte au Destin, un concept philosophique très présent dans la culture nidienne: chaque chose est déterminée par le Destin, et tous doivent se plier au plan qu’il a décidé. L’archipel est parsemé de Prismes de sauvegarde, des cristaux magiques qui permettent à leurs utilisateurs d’archiver toutes les actions et expériences passées, après quoi le Destin révèle une partie du futur de la personne en récompense. Il est dit que la Flamme Gelée, qui est considérée tantôt comme un trésor précieux, tantôt comme un fléau ancien, a le pouvoir de changer le Destin et exhausser tous les vœux, c’est pourquoi de nombreux aventuriers viennent à El Nido seulement pour la trouver.
La situation géopolitique d’El Nido change selon le monde. Dans le Monde Natal, le Générale Vipère, seigneur d’El Nido et leader de l’armée des Chevaliers-Dragons Acaciens, aurait disparu il y a trois ans lors d’une expédition dans la Mer Morte aux côtés des Dévas, les meilleurs des Chevaliers-Dragons. En l’absence du Générale et de ses guerriers d’élite, l’archipel a été colonisé par la nation de Porre. Elle était à l’origine une province du Royaume de Gardia, l’ancienne nation dominante du Continent de Zénan, mais grâce à une aide extérieure, Porre a pu développer une armée puissante à la technologie de pointe, qui a réussi à faire tomber Gardia et dominer la quasi-totalité du globe. Mais dans l’Autre Monde, rien de tout ça n’est arrivé. Le Générale Vipère gouverne toujours El Nido depuis le Manoir Vipère, au nord de la capitale de Termina, où il vit avec sa fille Riddel et ses trois Dévas: Karsh, Zoah et Marcy. Il y avait jadis un quatrième Dévas, Dario, mais celui-ci a mystérieusement périt lors d’une mission sur l’Île des Damnés, dont seul Karsh est revenu. Dario était le fiancé de Riddel ainsi que le fils de Garaï, ancien Dévas et frère d’arme de Vipère, du temps où ces derniers ont combattu contre Porre sur le continent avec leurs camarades Darius et Zappa. Sa mort a jeté un grand trouble sur le Manoir Vipère, et depuis, il reste une place vacante parmi les Dévas. Le Générale et ses guerriers tentent de ne pas laisser cette tragédie les affecter, et s’efforcent de repousser l’armée de Porre du mieux qu’ils le peuvent.

### Personnages
Chrono Cross présente un casting conséquent de quarante-cinq personnages jouables. Chacun est doté d'une affinité élémentaire (entre Rouge, Bleu, Jaune, Vert, Blanc, Noir) et de trois capacités spéciales uniques. La présence de six éléments, contre quatre dans Chrono Trigger, s'explique par le fait qu'ici, les sorts de magies ne sont plus des capacités uniques et innées que chaque personnages développent en gagnant de l'expérience (sauf pour les trois techniques spéciales) mais des objets devant être trouvés et collectés puis attribués à la grille d'élément du personnage. Comme le jeu permet d'explorer deux mondes parallèles, les personnages existent eux-aussi en deux versions, mais une seule peut être jouable. De nombreux personnages sont liés à des événements cruciaux de l'intrigue. Comme certains d'entre eux ne peuvent être recrutés que via certains choix qui empêcheront d'en recruter d'autre, il est impossible de pouvoir tous les jouer en une seule partie, ce qui oblige le joueur à recommencer et rejouer différemment plusieurs fois l'histoire pour tous les collecter. Néanmoins, grâce à l'utilisation de la fonction "New Game +", les joueurs peuvent obtenir tous les personnages sur un seul fichier de sauvegarde. Plusieurs personnages se caractérisent par un accent et un vocabulaire qui lui est propre (ex: Kid parle avec un accent australien dans la version anglaise). Comme la traduction et la retranscription de tous ces dialectes auraient été impossibles ou trop volumineuses à réaliser, les traducteurs américains ont créé un logiciel permettant spécialement d'afficher les textes des personnages en affichant automatiquement leur accent et tique de langage.
Serge, le protagoniste principal du jeu, est un garçon de 17 ans aux cheveux bleus qui vit dans le village de pêcheurs d'Arni. Un jour, il se retrouve dans un Autre Monde, dans lequel il s'est noyé dix ans auparavant. Déterminé à découvrir la vérité derrière l'incident, il se retrouve embarqué dans une quête visant à sauver le monde. Il est aidé et accompagné par Kid, une jeune voleuse faisant partie de la bande des "Radical Dreamers". Véritable garçon manqué au langage sec, elle recherche la Flamme Gelée, un artefact légendaire, afin de s'en servir pour se venger de son ennemi juré: Lynx. Antagoniste principal du jeu, Lynx est un demi-humain félin, fourbe et sadique, qui pourchasse Serge et semble connaître la vérité sur sa venue dans l'Autre Monde. Il est accompagné par Harle, une mystérieuse et excentrique arlequin qui semble s'intéresser à Serge. Pour parvenir à ses fins, Lynx manipule le Générale Vipère, seigneur d'El Nido, ainsi que ses soldats, les Chevaliers-Dragon d'Acacia. Parmi eux se trouvent les Dévas, un trio de guerrier d'élite, qui est composé de Karsh, Zoah et Marcy. Le quatrième Dévas, Dario, est mort dans des circonstances inconnues trois ans auparavant, laissant derrière lui son petit frère Glenn, lui aussi chevalier, et Riddel, sa fiancée, qui n'est autre que la fille de Vipère. Dario et Glenn sont les fils de Garaï, qui faisait partis avec Vipère, Radius et Zappa des quatre premiers Dévas, du temps où ils ont combattu sur le Continent de Zénan. Les Chevaliers-Dragons luttent sans relâche pour défendre El Nido de l'armée de Porre, un puissant état militaire et tyrannique. A la tête de ses troupes se trouve Norris, un commandant juste et honorable, qui est accompagné de Grobyc, un androïde programmé pour le combat. Enfin, le jeu permet de recruter une multitude d'autres personnages, dont les plus notables sont: Leena, meilleure amie de Serge; Fargo, pirate et capitaine de l'Invincible; son fils Nikki, guitariste du groupe "Magical Dreamers"; Guile, un mystérieux magicien; Razzly, une petite fée; Steena, la chaman de Guldove; et Pierre, un apprenti héros.

### Résumé
L’histoire commence dans le Village d’Arni, où l’on suit le héros Serge. Ce dernier part rejoindre sa meilleure amie Léna, à qui il a promis de confectionner un collier fait d’écailles de Komodo. Une fois celles-ci récupérées, le garçon retrouve son amie sur la Plage d’Onassa, quand il est soudain pris d’étranges visions, avant de disparaître dans un flash de lumière. A son réveil, Serge se retrouve seul sur la plage, et retourne au village. Mais celui-ci s’avère être très différent de celui qu’il connaît, la différence la plus notable étant que Léna ne le reconnaît pas. Celle-ci lui annonce qu’elle connaît bien un garçon du nom de Serge, mais celui-ci serait mort noyé 10 ans auparavant. Perturbé, Serge se rend au Cap des Lamentations, où il découvre une tombe qui est bien la sienne. Troublé, Serge est soudainement attaqué par Karsh, l’un des trois Dévas de l’armée des Chevaliers hussards d’Acacia, qui le traite de fantôme. Heureusement, il est sauvé in extremis par Kid, une jeune fille appartenant aux Radical Dreamers, une célèbre troupe de voleurs sévissant sur le Continent de Zénan. Les deux adolescents décident de s’allier pour enquêter sur la «mort» de Serge, et sur la raison pour laquelle les Chevaliers-Dragons le pourchassent.
Ils arrivent à Tormina, capitale d’El Nido, qui est en pleine célébration du Festival Ophide. Là, ils y rencontrent Ophélie, la princesse du Clan Ophide, ainsi que Glenn, jeune Chevalier hussard et petit frère de Dario, l’ancien quatrième des Dévas, mort lors d’une mission sur l’Île des Damnés il y a 3 ans. Serge et Kid découvrent que le Générale Ophide, père d'Ophélie et seigneur d’El Nido, garderait dans son Manoir un trésor légendaire nommé «Flamme Gelée», qui s’avère être la raison de la venue de Kid dans l’archipel. Les deux héros s’infiltrent ainsi dans le manoir avec l’aide de Korcha, un jeune pêcheur de Guldove, et d’un guide (à choisir entre Guile, Pierre ou Nikki). Dans le château, ils rencontrent un vieil homme se faisant appeler «le Prophète du Temps», et qui explique à Serge que ce monde est une dimension parallèle, dans laquelle il a été aspiré par une Distorsion Dimensionnelle. Ainsi, s’il est vivant dans son Monde Natal, le Serge de l’Autre Monde est bien mort il y a 10 ans. Cet incident serait le point de divergence entre les deux mondes, et donc la cause de cette distorsion qui permet à Serge de voyager d’un monde à l’autre. Le Prophète suggère alors à Serge de se rendre à «Angelus Errare, le lieu où les anges se perdent», qui serait le point de connexion entre les mondes. Après avoir quitté le Prophète, les héros croisent Arle, une jeune arlequin mystérieuse qui semble connaître Serge. Celle-ci est venue au manoir en compagnie de son maître Lynx, un demi-humain envoyé par l’armée de Palpori en négociation à El Nido. Or, Kid connaît Lynx et souhaite l’éliminer, pour se venger de ce qu’il lui a fait dans le passé. Une fois au sommet du manoir, les héros se retrouvent face à Lynx et au Générale Vipère, qui discutent devant un étrange objet qui n’est cependant pas la Flamme Gelée. Kid tente de tuer Lynx, mais celui-ci s’avère trop puissant et s’apprête à capturer le groupe. Kid couvre alors leur fuite vers le balcon en prenant Riddel en otage. Lynx annonce soudainement à Serge qu’il le connaît, et l’identifie comme étant le «Chrono Trigger, l’Assassin du Temps». Le demi-humain fait alors tomber Kid du haut du balcon en lui lançant une dague empoisonnée, et somme Serge de le rejoindre, mais le garçon refuse et saute rejoindre Kid en contrebas. Finalement, les héros parviennent à fuir avec l’aide de Korcha.
Le groupe trouve refuge à Guldove, où vivent des demi-humains ainsi que des natifs d’El Nido. Kid se fait malheureusement empoisonner par le venin d’Hydre qui recouvrait le dague de Lynx. Or, le seul remède est une Humeur d’Hydre, mais la race des Hydres a totalement disparu de ce monde. Serge se sert alors du Pendentif Astral que lui donne Kid pour ouvrir la Brèche Dimensionnelle sur la Plage d’Opassa, ce qui lui permet de regagner son monde, où les hydres n’ont pas encore disparu. Une fois l’Humeur récupérée dans le Marais de l’Hydre, Serge retourne à Gudlove et rapporte l’antidote à Kid, qui est totalement guérie. Plus tard, ils rencontrent dans le village la chaman Diréa et son assistante Steena, qui leur apprennent que l’objet qu’ils ont du apercevoir dans le Manoir Vipère était la Larme du Dragon, un artefact antique créé par les Dragoniens, une ancienne race ayant vécu à El Nido bien avant les hommes, mais qui a mystérieusement disparue. La légende raconte que la cause de leur extinction serait due à un mal ancien, qui aurait finalement été vaincu et scellé par les Six Dieux Dragons, des divinités incarnant les forces de la Nature. Il est dit qu’une fois placée dans le Fort Dragonia, seul bastion Dragonien encore intact, la Larme du Dragon permettra de trouver la Flamme Gelée. Les héros comprennent ainsi que Lynx manipule le Générale Ophide et ses Chevaliers-hussards pour qu’ils l’aident à trouver artefact. Refusant cela, ils retournent à Tormina, et apprennent de Glenn que Lynx, Vipère et les Dévas sont déjà partis pour le Fort Dragonia, laissant ainsi la cité vulnérable en cas d’attaque de Palpori. Après une aventure à bord de l’Invincible, navire du pirate Fargo, les héros apprennent que pour accéder au fort, il est nécessaire de passer par le Mont Pyro, domaine du Dragon de Feu, mais la chaleur ambiante en rend la traversée impossible. Le groupe part ainsi à la recherche du Dragon Marin, dont le Souffle de Glace peut geler la lave du volcan. Cependant, son île est asséchée depuis des années, ce qui les oblige à se rendre dans le Monde Natal. Sur l’Île du Dragon Marin de ce monde, ils aident les fées à combattre les nains, qui souhaitaient envahir l’île depuis qu’ils ont été chassés du Marais de l’Hydre par les humains. Finalement, les héros parviennent à vaincre les nains et les convaincre de repartir, après quoi ils obtiennent le Souffle de Glace du Dragon Marin. Grâce à lui, ils traversent le Mont Pyro, et terrassent les trois Dévas : Karsh, Zoah et Marcy. Après ce combat, ils atteignent le Fort Dragonia, où ils combattent le Général Ophide. Lynx trahit alors le Général et l’achève, avant de placer la Larme de Dragon au cœur de la salle principale du fort. En voyant l'artefact, Serge est pris de visions et de douleurs, et par un étrange procédé, Lynx échange leurs corps: ainsi, Serge se retrouve dans le corps de Lynx, tandis que ce dernier prend le contrôle de celui du jeune garçon. Kid, ignorant tout du stratagème, se fait manipuler par Lynx et blesse Serge, avant d’être poignardée en traître par le demi-humain. Lynx détruit enfin la Larme du Dragon, et conseille à Serge de se rendre à la Mer d’Eden, source de tous ses malheurs, tandis que le Fort Dragonia s’effondre…
Serge se réveille dans le Vortex Dimensionnel, un lieu situé aux frontières de l’espace et du temps. Il parvient à s’en échapper avec l’aide de Arle, qui se joint à lui, lui assurant qu’il est bien Lynx à présent et qu’il doit cesser de souhaiter redevenir Serge. De retour dans le Monde Natal, Serge se rend compte qu’il ne peut plus se déplacer à travers les dimensions, car la Distorsion Dimensionnelle a été rompue. Il part ainsi à Arni pour demander conseil à sa mère Marge, qui le reconnaît malgré sa nouvelle apparence. Celle-ci lui explique que la Mer d’Eden, dont lui a parlé Lynx, est un lieu situé au cœur d’El Nido, et qui serait l’endroit où les Dieux Dragons ont jadis scellé la Flamme Gelée. Or, il y a 14 ans, Serge s’est fait attaquer par une panthère démone, et s’est retrouvé à l’article de la mort. Son père Wazuki l’a ainsi emmené en mer avec son meilleur ami Miguel, le père de Léna, afin de conduire le garçon au village de Guldove pour le soigner. Mais leur bateau a été pris dans une tempête, et ils ont fini par échouer dans la Mer Morte, nouveau nom donné à la Mer d’Eden dans le Monde Natal. À la suite de leur aventure dans la Mer Morte, Serge a mystérieusement pu être soigné, mais Wazuki a vu sa personnalité changer, tandis que Miguel n’est lui jamais revenu. En apprenant cela, Serge décide de se rendre à la Mer Morte pour enquêter sur les événements d’il y a 10 ans. Il est alors rejoint par Radius, chef d’Arni et ancien frère d’arme du Générale Ophide. Celui-ci accepte d’aider Serge dans sa quête, et lui suggère de chercher des informations sur la Mer Morte à Tormina. Dans le Monde Natal, El Nido est occupé par l’armée de Palpori, qui a profité de la mystérieuse disparition du Générale Ophide, d'Ophélie et des Dévas, il y a 3 ans, pour envahir Tormina et détruire le Manoir Ophide. Grâce à l’apparence de Lynx, Serge parvient à se faire passer pour lui auprès des gardes de la ville, et rencontre Norris, chef du Vent Noir. Ce dernier explique à Serge que c’est Lynx qui a révélé l’existence de la Flamme Gelée à Palpori, et qui a ainsi orchestré l’invasion d’El Nido. Lynx s’est infiltré au manoir et s’est attiré la sympathie du Générale Ophide pour retrouver la flamme. Puis, il y a 3 ans, ils sont tous deux partis, accompagnés des Dévas, dans la Mer Morte, où ils ont disparu de manière inconnue. Norris souhaite alors rejoindre le groupe de Serge, afin d’enquêter sur cette disparition ainsi que sur les véritables intentions de Lynx. Mais il leur annonce que l’accès à la Mer Morte est bloqué par une force inconnue, qui détruit tous les navires qui s’en approchent.
Radius suggère alors de trouver des informations auprès des demi-humains du village de Marbule. Malheureusement, ceux-ci ont déserté le village depuis l’arrivée des colons humains, et servent désormais d’esclaves à bord du SS Zelbess, navire de croisière tenu par le Fargo de ce monde. A bord du Zelbess, les héros font la rencontre d’Irénes, une sirène qui connaît bien Fargo, car étant la sœur de Zelbess, la défunte femme du pirate. De leur union sont nés deux enfants, Nikki et Marcy, mais Zelbess est morte à la suite de la naissance de la seconde. Cet événement a changé Fargo, et d’homme idéaliste qui souhaitait mettre fin à l’opposition entre humains et demi-humains, il est devenu un patron impitoyable et fourbe, qui retient en esclavage les demi-humains sur son navire. Les héros trouvent ensuite le Sage de Marbule, qui leur apprend qu’il existe un passage menant à la Mer Morte, la Porte de la Mort, et leur offre le Crabe Invocateur, un objet pouvant l’ouvrir. Ils rencontrent également Nikki, qui demande au Sage de lui enseigner la chanson traditionnelle de Marbule. En effet, depuis le départ des demi-humains, Marbule a été envahi par des monstres spectraux, qui ne peuvent être vaincus que par la chanson de Marbule. Mais seul un être à la voix exceptionnelle peut interpréter un tel chant. Zelbess était l’une de ceux pouvant la chanter, et Nikki étant son fils, il est persuadé de pouvoir lui aussi l'interpréter et libérer Marbule de sa malédiction. Les héros font alors à Nikki la promesse de l’aider à sauver son village et les demi-humains quand le moment sera venu. Reconnaissante, Irénes accepte d’aider Nikki à interpréter la chanson, et se joint au groupe de Serge.
Le groupe trouve la Porte de la Mort, mais elle est bloquée par Grandléon, une épée maléfique. Radius annonce que seule Einlanzer, l’épée sacrée légendaire forgée par les Dragoniens, peut en venir à bout. Cette épée repose sur l’Île des Damnés, sur la tombe de son ancien propriétaire : Garaï. Celui-ci est le père de Dario et Glenn, ainsi que l’ancien compagnon d’arme de Radius, du temps où tous deux étaient membres des Dévas. Malheureusement, lors d’une expédition sur l’Île des Damnés il y a 10 ans, Radius a trouvé Grandléon, qui s’est nourrie de sa jalousie enfouie pour Garaï et l’a poussé à assassiner son ami. Honteux de ce qu’il avait fait, Radius a préféré quitter les Dévas et s’exiler pour devenir le chef d’Arni. Quant à Einlanzer, elle fut transmise à Dario, qui à son tour mourut et perdit l’épée sur l’Île des Damnés, qui a été transformée en un lieu maudit par la rancœur de Garaï, dont l’âme tourmentée hante toujours l’île. Le groupe se rend sur place, et après avoir défait le fantôme de Garaï, ils s’emparent d’Einlanzer et s’en servent pour détruire Grandléon, ouvrant ainsi le passage vers la Mer Morte. 
Ils découvrent alors un lieu figé dans le temps, où s’étendent les ruines d’une cité futuriste. En utilisant un vieil ordinateur, le groupe découvre que cet endroit proviendrait du Futur, et plus précisément de l’an 2300, dans un Futur alternatif où le monde a été détruit en l’an 1999 par Lavos, une entité extraterrestre qui sommeillait sous terre depuis des millions d’années pour parasiter la Planète et la détruire. En explorant la Tour de Géddon, au cœur de la Mer Morte, les héros découvrent le Générale Vipère, Riddel et les Chevaliers-Dragons, figés eux aussi dans le temps. Enfin, au fin fond de la structure, ils empruntent un portail temporel, qui les conduit dans un lieu situé à une autre époque. Serge est alors approcher par trois fantômes, qui s’avèrent être ceux de Chrono, Marle et Lucca, les héros de Chrono Trigger. Ceux-ci accusent alors Serge d’être responsable de la destruction du monde. Apparaît alors Miguel, le père de Leena, qui reconnaît Serge et lui explique la situation. Il y a 14 ans, quand ils ont été pris dans la tempête, Wazuki et Miguel sont bien arrivés dans la Mer d’Eden, qui n’était alors pas en ruine. Wazuki a continué seul dans la Tour de Géddon en emmenant Serge, et depuis, Miguel ne les a jamais revus et est resté prisonnier de cet endroit pendant toutes ces années. Or, il y a 10 ans, peu après la mort du Serge de l’Autre Monde, la Distorsion Dimensionnelle a affecté la Mer d’Eden, et celle-ci s’est retrouvée projetée dans le Futur où Lavos a détruit le monde. Ce Futur a normalement été supprimé par Chrono et ses amis, qui ont voyagé à-travers le temps pour stopper et vaincre Lavos, empêchant ainsi l’arrivée du Jour de Lavos. Malheureusement, à cause de la Distorsion Dimensionnelle que Serge a involontairement provoquée, ce Futur funeste est revenu à la vie, et a pris la place de la Mer d’Eden dans le Monde Natal, la changeant ainsi en Mer Morte. Il y a 3 ans, le Générale Vipère et ses Dévas sont venus pour s’emparer de la Flamme Gelée, mais comme seul l’élu (à savoir Serge) peut l’approcher, ils ont été effacés du temps par cette dernière, les changeant ainsi en spectres figés pour l’éternité. Miguel annonce qu’il est persuadé que ce monde figé dans le temps est un monde parfait, où rien ne vit ni ne meurt, et propose à Serge de l’y rejoindre. Mais le garçon refuse, ce qui pousse Miguel à le combattre, ce dernier expliquant que la Distorsion Dimensionnelle sera rétablie s’il le bat. Une fois Miguel vaincu, la distorsion réapparaît, redonnant ainsi à Serge la possibilité de voyager entre les mondes. Malheureusement, une entité mystérieuse, que Miguel appelle « Destinée », refuse que Serge s’empare de la Flamme Gelée, qui repose toujours dans la Mer d’Eden. Ainsi, Destinée invoque un vortex qui détruit la Mer Morte. Miguel décide de rester pour mourir avec ce lieu maudit, tandis que Serge et ses amis fuient grâce au Dragon Céleste, l’un des Six Dieux Dragons. Ce-dernier annonce à Serge que la Mer d’Eden existe toujours dans l’Autre Monde, et qu’il peut y accéder en demandant l’aide des Dragons d’El Nido, qui sont prisonniers d’un sceau posé par Destinée et souhaitent se libérer de son emprise.
De retour dans l’Autre Monde, Serge apprend que Lynx utilise son corps et son nom pour terroriser la population d’El Nido. Pour ne rien arranger, l’armée de Porre a profité de la disparition du Générale Vipère pour prendre le contrôle de Termina, comme dans le Monde Natal. En ville, Serge retrouve Karsh et Zoah, qui lui annoncent qu’ils ont retrouvé le Général après l’incident du Fort Dragonia, et l’ont caché en lieu sûr auprès de Marcy pour qu’il récupère de ses blessures. Ils ont également récupéré les fragments de la Larme du Dragon, qui forment désormais une relique appelée « la Larme de la Haine ». Les Dévas s’allient alors aux héros pour sauver Riddel, qui est prisonnière dans le Manoir Vipère, que l’armée de Porre a transformé en quartier générale. Sur place, ils s’associent au Norris de ce monde et libèrent Riddel, après quoi ils s’enfuient avec l’aide de Fargo, du cuisinier Orcha et du robot Grobyc. Une fois ceci fait, les héros rejoignent Vipère au Repaire de l’Ermite, où ils sont attaqués par Kid, qui est maintenant sous le contrôle de Lynx. Heureusement, ils parviennent à s’enfuir et à trouver refuge à bord de l’Invincible. Vipère, Riddel, Fargo et les Dévas rejoignent enfin le groupe de Serge pour l’aider à atteindre la Mer d’Eden. Cependant, le passage qui y mène est bloqué par les Portes Nacrées, que Lynx a déjà pu emprunter grâce au corps de Serge. Comme seul Serge peut y accéder, mais seulement avec son vrai corps, Harle annonce au héros qu’il devra obtenir les reliques des Dieux Dragons et recréer son corps grâce à la Larme du Dragon. Après ces révélations, Harle sent qu’elle commence à nourrir des sentiments réels pour Serge, et consciente que cela nuira à ses plans, elle finit par quitter le groupe.
Serge et ses amis obtiennent tour à tour les reliques du Dragon Marin, du Dragon de Feu, du Dragon Terrestre et du Dragon Vert, et se rendent ensuite vers le village de Marbule, où repose le Dragon Noir. Le Fargo de l’Autre Monde convainc ainsi son lui du Monde Natale de se ressaisir et de laisser son navire approcher Marbule, ce qui permet à Nikki et son groupe interpréter la chanson de Marbule. Grâce à elle, le village est libéré des monstres qui le hantaient, et le Dragon Noir sort de son sommeil, ce qui permet à Serge d’obtenir sa relique. Enfin, le groupe part combattre le Dragon Céleste et obtient aussi sa relique. Au Guldove du Monde Natal, la chaman Steena offre à Serge la Larme de Dragon de son monde, et lui indique qu’il doit l’amener au Fort Dragonia pour recréer son corps. Arrivés sur place, les héros affrontent et terrassent Lynx, qui prend la fuite après sa défaite. Parvenu au sommet du fort, Serge découvre une fresque Dragonienne relatant la naissance de la vie sur Terre et l’évolution des espèces. Il apprend alors qu’à l’époque préhistorique, il existait deux races dominantes : les Sauriens et les Primates. Les Sauriens, plus forts et plus intelligents, régnaient sur la Terre et dominaient les Primates, mais tout changea lorsque Lavos s’écrasa sur la Planète, et tua dans sa chute les Sauriens et les dinosaures. Après cela, l’extraterrestre s’est plongé en sommeil sous la surface terrestre pour dévorer l’énergie de la Terre, mais a laissé derrière lui un morceau de sa carapace : la Flamme Gelée. A son contact, les Primates survivants ont évolué grâce à l’énergie phénoménale de Lavos qui s’en émanait, et sont devenus les humains. L’humanité serait ainsi la progéniture de Lavos, et tout comme lui, elle ronge les ressources de la Planète depuis des millions d’années. Après que Serge a lu la fresque, la Larme du Dragon s’active et décompose son corps félin, ce qui lui permet de renaître dans un nouveau corps identique à l’originale. La Larme du Dragon ayant accompli sa mission, celle-ci se brise, et ses éclats forment la Larme de l’Amour. Steena annonce alors à Serge que la Larme de la Haine et la Larme de l’Amour pourraient être utilisées pour forger le "Chrono Cross", un artefact mythique à la fonction encore inconnue.
Maintenant qu’il est à nouveau lui-même, Serge peut utiliser les reliques des Dragons pour accéder à la Mer d’Eden. Il y découvre une nouvelle cité futuriste, Chronopolis, qui est entièrement contrôlée par Destinée. Celle-ci s’avère être un super-ordinateur, créé par le gourou Gasch, en l’an 2300, à partir des données de l’ancienne intelligence artificielle Cerveau Mère, dans le but de protéger la ville. Lynx apparaît alors aux héros, et leur raconte l’histoire de cet endroit. Chronopolis est un complexe scientifique fondé par Gasch dans le Futur, et qui était dédié à la réalisation du Projet Kid, dont l’objectif était l’étude de la Flamme Gelée, afin de l’utiliser pour contrôler le temps lui-même. Mais à la suite de la mystérieuse disparition de Gasch et à de nombreuses expériences menées sur la Flamme, un Crash Temporel a été produit, et a ouvert un portail temporel qui a transporté Chronopolis dans la Mer d’Eden en l’an -12 000, à l’époque où l’antique Royaume de Zeal a été détruit par Lavos. Destinée, qui a acquis une conscience et une volonté propre, a alors pris le contrôle de Chronopolis et de la Flamme Gelée, faisant d’elle une entité omnipotente régnant sur la ville. Mais Destinée était consciente que l’Histoire serait modifiée si le monde du passé découvrait l’existence de Chronopolis, qui n’était pas censé exister à cette époque, et que cela finirait par mener à un Futur où elle n’aurait jamais été créée. Dans un souci de préservation du cours normal de l’Histoire, mais surtout de sa propre existence, Destinée a ainsi scellée la Mer d’Eden, et a terraformé ses alentours pour créer l’archipel d’El Nido. Ensuite, elle a effacé la mémoire des chercheurs de Chronopolis, et les a envoyé peupler ce nouveau domaine, créant ainsi le peuple natif d’El Nido. Les Prismes du Destin qui parsèment l’archipel sont eux-mêmes des inventions de Destinée, pour archiver les connaissances et le vécu de chaque habitant d’El Nido, puis les remodeler à sa guise, lui permettant ainsi de contrôler le cours de leur existence et de régner sur eux, telle une Déesse du Destin. Ainsi, pendant des milliers d’années, Destinée est parvenue à garder ses « fidèles » prisonniers d’El Nido, évitant tout contact avec le monde extérieur et tout changement de l’Histoire. Cependant, l’accès qu’avait Destinée à la Flamme Gelée a été coupé quand, il y a 14 ans, une tempête a désactivé les défenses de Chronopolis, permettant ainsi à Serge, Wazuki et Miguel d’entrer accidentellement dans la ville. C’est en l’explorant avec son père que Serge, alors grièvement blessé par l’attaque de la panthère démone, est entré en contact avec la Flamme Gelée. Cela a non seulement soigné ses blessures, mais la Flamme a également fait du garçon « l’Arbitre du Destin ». En effet, Destinée ignorait que Gasch avait, avec l’aide de Lucca, installé dans son code source un programme spécial, censé se déclencher si quelqu’un entrait en contact avec la Flamme Gelée. Ce programme, le Circuit de Prométhée, avait ainsi pour mission de bloquer l’accès de Destinée à la Flamme Gelée, et de ne l’autoriser qu’à celui que la Flamme avait désigné comme son Arbitre du Destin. Destinée ne pouvait pas désactiver le Circuit de Prométhée, car celui-ci avait été pensé pour être indétectable par elle dès qu’elle découvrirait son existence, l’empêchant ainsi d’utiliser la Flamme Gelée pour continuer de contrôler El Nido. Comprenant que Serge était désormais, en tant qu’Arbitre, le seul à pouvoir lever les défenses du Circuit de Prométhée et accéder à la Flamme, Destinée a alors créé Lynx, pour que celui-ci lui serve d’avatar biologique, s’empare du corps de Serge et se fasse passer pour lui auprès du programme. Et étant désormais en possession du corps originale de Serge, Lynx réussit son plan et désactive le Circuit de Prométhée, redonnant ainsi à Destinée l’accès à la Flamme Gelée. Lynx fusionne alors avec Destinée et attaque Serge, qui réussit malgré tout à les tuer tous les deux, mettant ainsi fin au contrôle de la Déesse du Destin sur El Nido. Kid, qui était plongée dans un profond sommeil par Lynx, retrouve alors ses esprits et tente de s’emparer de la Flamme Gelée, et ce malgré l’apparition et les mises en garde de Harle. Au même moment, les Dieux Dragons ressentent la mort de Destinée et se rassemblent au-dessus de Chronopolis. Ils fusionnent alors pour former un unique Dieu Dragon, avant d’attaquer et de détruire la ville. Tandis que les héros prennent la fuite, Harle s’empare de la Flamme Gelée et la donne au Dieu Dragon, qui s’en sert alors pour invoquer la Tour Terra, un immense temple Dragonien. La créature annonce alors qu’elle va exterminer l’humanité, pour se venger des dégâts qu’elle et Destinée ont causé à la Planète.
De retour en lieu sûr, Kid tombe soudainement dans le coma, et Serge part à la recherche d’un moyen de la guérir. Sur l’Île Interdite, les héros retrouvent Dario, alors amnésique. Karsh explique que durant la fameuse mission sur l’Île des Damnés il y a 4 ans, Dario a trouvé l’épée Grandléon, et comme Radius, il est tombé sous son influence maléfique et a attaqué Karsh, qui n’eut d’autre choix que de tuer son ami. Lynx est alors intervenu et a convaincu Karsh de garder cet incident secret auprès de Riddel et Glenn, après quoi il s’est emparé de Grandléon pour sceller la Porte de la Mort. Dans l’Autre Monde, Dario est mort ce jour-là, mais dans le Monde Natal, il a survécu et est resté caché sur cette île pendant des années. Riddel tente d’aider son ancien fiancé à retrouver la mémoire, mais en faisant cela, Dario fait venir à lui Grandléon, qui le corrompt à nouveau et le pousse à attaquer les héros. Le groupe parvient heureusement à vaincre Dario et le libérer de l’épée, lui rendant ainsi son état normal. Libérés de la haine qui possédait l’arme, Gran et Léon, les esprits gardiens de l’épée, sortent de leur profond sommeil et redonnent à Grandléon son apparence normale. C’est ce moment que choisit Doreen, la sœur de Gran et Léon, afin de les gronder pour avoir laissé l’épée commettre tant de drames. Les frères fusionnent alors avec leur sœur, formant ainsi Grandoreen, l’arme ultime de Serge. Grâce aux esprits de Gran et Léon, Serge peut libérer Kid du cauchemar dont elle était prisonnière, et qui lui faisait revivre en boucle l’incendie qui a ravagé son orphelinat. La jeune fille remercie alors Serge, et lui raconte son histoire. Abandonnée à sa naissance avec le Charme Astral, elle a été adoptée par Lucca, et a grandi dans l’orphelinat que la jeune femme avait fondé. Mais Destinée a un jour envoyé Lynx à l’orphelinat pour capturer Lucca, afin de la forcer à désactiver le Circuit de Prométhée qu’elle avait créé avec Gasch. Lucca a résisté, et en réponse, Lynx l’a tué et a incendié l’orphelinat, laissant Kid à nouveau orpheline. C’est de cet événement tragique que provenait sa haine pour Lynx, et elle souhaitait trouver la Flamme Gelée pour tuer son ennemi et ramener Lucca à la vie. Kid reconnaît désormais ses erreurs, et accepte de rejoindre définitivement le groupe de Serge.
Désormais réunis, les héros partent à l’assaut de la Tour Terra. Durant leur ascension, ils retrouvent les fantômes de Chrono, Marle, Lucca et du Prophète, qui s’avère être Gasch. Celui-ci explique alors aux héros qu’il est originaire du Royaume de Zeal, et qu’il avait été transporté dans le Futur par un portail temporel invoqué par Lavos, le jour où celui-ci a détruit le royaume. Or, ce jour-là, une autre personne fut prise dans le portail : Schala, la princesse de Zeal, qui à la suite de cet incident s’est retrouvée projetée dans les Ténèbres du Temps, un néant au-delà de l’espace et du temps. Mais quand Lavos a été vaincu par Chrono, son esprit a pu survivre en se réfugiant dans les Ténèbres du Temps, et c’est à ce moment que la créature a fusionné avec Schala, la plongeant dans un cauchemar éternel dont elle ne pourrait jamais se réveiller. La fusion de ces deux êtres a alors généré une entité maléfique, le Chronophage, qui a commencé à ronger et dévorer le cours du temps lui-même, menaçant à terme de détruire toute la réalité. Lorsqu'il a découvert l’existence de cette créature, Gasch a alors mis en place un vaste plan, dont le but serait la création du Chrono Cross, un objet qui aurait le pouvoir de sauver Schala et de détruire le Chronophage. Ainsi, le Projet Kid, le Crash Temporel et la prise de pouvoir de Destinée faisaient partie de ce plan. Mais lorsque le Crash Temporel a projeté Chronopolis dans la Mer d’Eden, il a également engendré une Distorsion Dimensionnelle. La Planète, voyant l’apparition des humains du Futur à cette époque comme une menace, a alors profité de cette distorsion pour invoquer Dinopolis, une cité peuplée par les Dragoniens. Ces derniers proviennent d’un monde parallèle où Lavos n’est jamais arrivé sur Terre et n’a donc pas exterminé les Sauriens, qui sont alors devenu l’espèce dominante sur la Planète. Les Sauriens ont ainsi évolué pour donner la civilisation Dragonienne, un peuple sage vivant en harmonie avec la nature, et dont la technologie des éléments leur permirent de créer le Dieu Dragon, une arme biologique capable de maîtriser les six éléments de la nature. Lorsque Dinopolis fut transportée dans la Mer d’Eden, une guerre éclata entre les humains de Chronopolis et les Dragoniens, mais grâce à leur armement plus avancé, les humains ont finalement gagné cette guerre. Destinée sépara alors le Dieu Dragon en six entités plus faibles, qu’elle scella sur plusieurs îles d’El Nido. Quant aux Dragoniens survivants, ils créèrent, avant de s’éteindre, le Fort Dragonia et la Larme du Dragon, dont Gasch avait besoin pour la création du Chrono Cross. Ainsi, cette guerre cruelle faisait aussi partie de son plan. Mais il y a 14 ans, la tempête qui a désactivé les défenses de Chronopolis a permis aux Dieux Dragons de se libérer temporairement du contrôle de Destinée. Voyant là une occasion de se venger de l’intelligence artificielle, les Dragons ont alors créé un septième Dragon, Harle, afin qu’elle récupère la Flamme Gelée en voyageant aux côtés de Serge, pour à terme vaincre Destinée et leur rendre leur liberté. Et maintenant que ce plan a réussi, le Dieu Dragon, qui est tombé sous l’influence maléfique du Chronophage, prévoit d’utiliser la Flamme Gelée pour exterminer l’humanité et se venger de l’extermination des Dragoniens. Les héros parviennent cependant à terrasser la créature, mais Gasch les informe que ce n’est pas encore terminé : ils doivent encore éliminer le Chronophage, source de toute cette histoire. L’entité fait alors s’effondrer la Tour Terra, et ramène à elle la Flamme Gelée dans les Ténèbres du Temps. De leurs côtés, les héros se rendent aux Chutes du Dieu Dragon afin de fusionner les Larmes de l’Amour et de la Haine, créant ainsi le Chrono Cross, le septième et ultime élément.
Sur la Plage d’Opassa, les fantômes révèlent aux héros les dernières zones d’ombre de cette histoire. Pour commencer, Kid serait un clone de Schala, créé par Gasch durant le Projet Kid afin de servir son plan pour la création du Chrono Cross. Il l’a confié à Lucca avec le Charme Astral, qui s’avère être le pendentif de Schala, pour qu’elle l’élève loin de Chronopolis et du Crash Temporel, et l’aide plus tard pour la suite de son plan. Ensuite, ils détaillent davantage la venue de Serge dans la Mer d’Eden il y a 14 ans. Serge apprend alors que la tempête qui a désactivé les défenses de Chronopolis avait été générée en réalité par Schala. En effet, la princesse avait ressenti la douleur de Serge à travers les dimensions, et prise de pitié, elle a ainsi créé la tempête avec les pouvoirs du Chronophage pour permettre au garçon de se soigner avec la Flamme Gelée. Mais lorsque Serge est entré en contact avec l'artefact, son père Wazuki s’est fait corrompre par Destinée, qui en a lentement fait son pantin, tandis qu’elle a fait de Miguel le gardien de Chronopolis. Il y a 10 ans, Wazuki est totalement tombé sous le contrôle de Destinée, et sous ses ordres, il a tué Serge en le noyant sur la Plage d’Opassa, dans l’espoir de désactiver ainsi le Circuit de Prométhée, en vain. Après cela, l’être maléfique qu’était devenu Wazuki fut transformé en demi-humain par Destinée, qui le modela pour le faire ressembler à la panthère qui avait attaqué Serge : c’est ainsi qu’est né Lynx, véritable incarnation des peurs du garçon. Or, Gasch savait que Serge, qui avait indirectement créé un lien avec Schala, serait le seul à pouvoir forger le Chrono Cross et sauver la princesse du Chronophage. Ainsi, il a quitté Chronopolis peu avant le Crash Temporel pour retrouver Kid dans le Présent, et lui a demandé de retourner au moment de la mort de Serge pour le sauver. Grâce au sauvetage de Kid, Serge put survivre, et cette divergence avec le cours originel de l’Histoire créa, comme l’avait prévu Gasch, une Distorsion Dimensionnelle, dont la Plage d’Opassa serait le lieu de divergence. Ainsi, toute l’aventure vécue par Serge avait pour but de rassembler les Larmes de l’Amour et de la Haine, deux artefacts issus des deux mondes, et de créer grâce à leur harmonie le Chrono Cross. Maintenant qu’il a pris conscience de sa véritable mission, Serge utilise le Charme Astral pour se rendre aux Ténèbres du Temps, où il utilise le Chrono Cross pour détruire définitivement le Chronophage et libérer Schala de son emprise. Celle-ci fusionne alors avec Kid, son clone, et reconnaissante envers Serge, elle utilise les derniers pouvoirs temporels qui lui restent pour ramener le garçon et tous ses compagnons dans leurs mondes respectifs. Ils ne gardent aucun souvenir de cette aventure, mais tous coulent désormais une vie paisible chacun de leur côté. Le jeu se termine sur une vision de Schala, qui apprend à revivre dans le monde réel…

## Développement
Contrairement à Chrono Trigger, Chrono Cross n'est pas développé par la « Dream Team » de Square en son ensemble mais par une partie de l'équipe à l'origine de Xenogears. Le jeu est produit par Hiromichi Tanaka, connu entre autres pour Final Fantasy III et Secret of Mana. Parmi les développeurs qui ont aussi travaillé sur Chrono Trigger, on trouve le scénariste Masato Kato, cette fois également réalisateur du jeu, le compositeur Yasunori Mitsuda, et le directeur artistique Yasuyuki Honne. Le character design est quant à lui confié à l'artiste Nobuteru Yūki (Vision d'Escaflowne, Lodoss, etc.).

## Accueil

### Critique
Auprès des critiques, Chrono Cross est globalement accueilli par des notes élevées et des articles positifs.

### Ventes
En 2001, les ventes de Chrono Cross s'élèvent à 1,5 million d'exemplaires dans le monde. Ce chiffre élevé avait conduit à une réédition en 2001 dans la collection Greatest Hits de Sony. En 2006, Chrono Cross est de nouveau réédité au Japon dans la collection Ultimate Hits de Square Enix.

## Postérité
Un portage de Chrono Cross sur le PlayStation Network est annoncé par Square Enix le 12 décembre 2010 sur son compte Twitter et ce pour fêter le dépassement de la barre des 20 000 abonnés.
Une version remastérisée intitulée Chrono Cross: The Radical Dreamers Edition est sortie le 7 avril 2022 sur Microsoft Windows, Nintendo Switch, PlayStation 4 et Xbox One.